# Taras Trjasylo
Taras Trjasylo eller Taras Fedorovytj (ukr. Тарас Трясило, Тарас Федорович ) var en zaporozjjekosackledare som ledde ett uppror mot den polska kronan. Upproret började 1630. Orsaken var att den tidigare hetmanen Michail Dorosjenko hade skrivit en överenskommelse med polackerna som begränsade kosackernas antal till 6 000 man (de s.k. registrerade kosackerna). De övriga (de s.k. fria kosackerna) uteslöts från den listan och var tvungna att stanna i Zaporizja Sitj för att försvara områdena kring Dnepr. Det ledde till att Michail Dorosjenko mördades av sina egna och ett uppror utbröt. Huvudstriderna ägde rum nära Perejaslavl i dagens östra Ukraina. Resultatet av upproret blev att antalet registrerade kosacker tilläts vara 8 000.